# Шлосберг Лев Маркович
Лев Маркович Шлосберг (нар. 30 липня 1963, Псков, РРФСР) — російський політичний діяч, правозахисник, журналіст, опозиціонер. Голова Псковського регіонального відділення партії «Яблуко» з 1996 року і член федерального політичного комітету.
Депутат Псковського обласного зібрання депутатів п'ятого (з 15 грудня 2011 року по 24 вересня 2015 року; до позбавлення повноважень) і шостого (з 18 вересня 2016 року по 30 вересня 2021 року) скликання; заступник голови комітету із законодавства, економічної політики та місцевого самоврядування, член постійної комісії з протидії корупції.

## Біографія
Народився у 1963 році в м. Пскові у сім'ї вчителів.
Закінчив середню школу м. Пскова №8, в подальшому — історичний факультет Псковського державного педагогічного інституту. Працював вихователем та вчителем у Себежському спеціальному профтехучилищі № 1 Псковської області (для старших юнаків-правопорушників, 1985 та в 1987-1990 роках).
Проходив військову службу у Радянській Армії (Червонопрапорний Закавказький військовий округ, ракетні війська Сухопутних військ, 1985-1987 роки).
Засновник та директор Центру соціального проектування «Відродження» з 1990 року — до теперішнього часу.
З 1992 року — автор проекту та засновник Псковського Вільного університету, недержавного вищого навчального закладу, член Ради піклувальників та Консультативної вченої ради університету в 1992-1998 роках.
З 1993 року — ініціатор створення та перший керівник Псковської міської Служби психологічної допомоги по телефону (Телефону Довіри).
З 1995 року — член загальноросійського суспільно-політичного Об'єднання "Яблуко". З 1996 р. - голова Псковського регіонального відділення Об'єднання "Яблуко" (нині - Російської об'єднаної демократичної партії "Яблуко"). Довірена особа кандидата на посаду Президента РФ Г. А. Явлінського у 1996 та 2000 роках.
З квітня 1998 року — голова Громадської палати м. Пскова.
У 1998 року закінчив федеральний клас Московської школи політичних досліджень. Має сертифікат Ради Європи. 2003 р. — слухач Просвітницького центру Московської школи політичних досліджень.
З червня 2000 по грудень 2003 року — помічник депутата, голови комітету Державної Думи РФ з освіти і науки А. В. Шишлова по роботі в Псковській області.
З квітня 2001 року — видавець, директор регіональної газети «Псковська губернія».
З 2004 року — генеральний директор Північно-західного регіонального центру публічної політики (Псков).
З 2006 року — член Ради Круглого столу некомерційних організацій Псковської області.
З 2007 року — заступник голови Псковського обласного відділення Всеросійського товариства охорони пам'яток історії та культури.

## Громадянська позиція
Широку популярність здобув завдяки своєму виступу на засіданні Псковських обласних Зборів депутатів при розгляді підтримки так званого закону Діми Яковлєва. Відео виступу переглянули понад 140 000 користувачів відеохостингу Youtube.
Наприкінці січня 2022 року разом з іншими деякими відомими вченими, письменниками, журналістами, правозахисниками Росії виступив проти можливої війни з Україною та підписав "Заяву прихильників миру проти Партії Війни у російському керівництві", яка була опублікована на сайті видання "Ехо Москви".
21 лютого 2022 року підписав відкритий колективний лист російського Конгресу інтелігенції "Ви будете прокляті!" Паліям війни», в якому йдеться про історичну відповідальність влади РФ за розпалювання «великої війни з Україною».
У квітні 2022 року, після посилення репресій після російського вторгнення в Україну у 2022 році, російська поліція висунула йому та його дружині звинувачення в «дискредитації» російських військових.

## Тиск з боку путінського режиму
25 серпня 2014 року, під час війни на сході України, заснована Шлосбергом газета «Псковська губернія» першою опублікувала інформацію про закриті похорони військовослужбовців-контрактників 76-ї гвардійської десантно-штурмової дивізії Леоніда Кічаткіна та Олександра Осипова, загиблих за нез'ясованих обставин. У виданні була висловлена версія про те, що загиблі могли брати пряму участь в війні на сході України на боці противників української влади, де і були вбиті. Журналісти, які займалися цією справою, отримували погрози і піддалися нападу біля кладовища.
29 серпня 2014 року постраждав в результаті нападу невідомих, у результаті чого був госпіталізований з діагнозом черепно-мозкова травма, тимчасова амнезія, перелом носа і множинні гематоми обличчя.
Щодо виборів до Державної Думи, 9 серпня 2021 року Московський міський суд анулював його реєстрацію як кандидата, також через ймовірні зв'язки з Фондом боротьби з корупцією. Потім його також виключили зі списку федеральної партії «Яблуко».
У квітні 2022 року, після посилення репресій після вторгнення Росії в Україну у 2022 році, російська поліція висунула йому та його дружині звинувачення у «дискредитації» російських військових.
У січні 2025 року Шлосбергу було пред'явлено звинувачення згідно із законом про російських іноземних агентів та заборонено виїжджати за межі Псковської області.  Станом на березень 2025 року Шлосбергу було пред'явлено звинувачення, і суд над ним очікується.